# 1575
Cette page concerne l'année 1575  du calendrier julien.
L'année 1575 est une année commune qui commence un samedi.

## Événements
- Janvier, Inde : Akbar fonde une « maison d’Adoration » (Ibadat Khana (en)) à Fathpûr-sîkrî, sa capitale, ouverte à toutes les religions[1].
- 20 février : arrivée de Paulo Dias de Novais en Angola[2]. Les portugais fondent Luanda, en Angola, pour alimenter en esclaves les plantations du Brésil.
- 28 juin : la bataille de Nagashino voit la défaite de Katsuyori Takeda au Japon[3]. Toyotomi Hideyoshi, lieutenant de Oda Nobunaga, remporte une victoire déterminante sur le clan des Takeda à Nagashino, qui annonce la réunification du Japon. A Nagashino, Nobunaga utilise pour la première fois les armes à feu dans une grande bataille japonaise.
- 15 juillet : les portugais sont chassés de Ternate par les princes musulmans locaux[4].
- 22 octobre : fondation d'Aguascalientes au Mexique[5].

### Europe
- Peste en Europe : 50 000 victimes, soit le quart ou le tiers de la population, à Venise (fin en 1577). 40 000 victimes estimées à Messine (fin en 1578)[6].
- Famine dans les pays roumains[7] et en Russie[8].

- 8 février : fondation de l'université de Leyde[9].
- 13 février : sacre d'Henri III de France[10].
- 15 mars : révolte populaire à Gênes menée par les nouveaux nobles (nobili nuovi) alliés aux ouvriers de la soie[11].
  - la pression populaire oblige le Sénat à intégrer dans la noblesse 300 nouveaux citoyens et à abolir la gabelle du sel. Les nobili vecchi, mécontents, quittent la ville et Gian Andrea Doria doit demander la médiation des Espagnols. Le gouvernement est alors confié à deux assemblées, un Grand Conseil de 400 membres et un Petit Conseil de 100 membres, nommés par un corps électoral réduit, ainsi qu’aux Sérénissimes Collèges, composés de sénateurs de procurateurs et d’anciens doges qui disposent de l’autorité effective. Cette constitution se maintient jusqu’à la Révolution française.
- Mars : exil du rebelle irlandais Fitzmaurice (en) à Saint-Malo puis en Espagne[12].
- 5 juin : tremblement de terre à Naples[13].
- 22 juin : Jacques Christophe Blarer de Wartensee est élu Prince-évêque de Bâle[14].
- 15 juillet : confirmation par le pape à Rome de l’ordre des Oratoriens fondé par Philippe Néri[15].
- 1er septembre : la couronne d'Espagne est en cessation de paiement[16]. Les financiers de la péninsule (dont Simon Ruiz de Médina del Campo) protestent contre la prédominance des financiers allemands (Fugger, Welser) et génois (Centurione, Spinola, Grimaldi). Mais ils ne parviennent pas à faire face aux besoins de la monarchie et les génois sont rappelés en 1577.
- 2 septembre : Maximilien II du Saint-Empire confirme la liberté de culte en Bohême[17]. Les protestants de Bohême s’unissent pour proposer une résolution en 25 articles accordant une complète liberté de religion aux utraquistes, aux luthériens et à l’unité des frères. Les États de Bohême approuvent la Confession bohême qui réalise de fait une fusion entre l’utraquisme et le protestantisme. Maximilien II l’accepte, mais Rodolphe la refuse. L’empereur n’accorde qu’une assurance orale selon laquelle les non-catholiques ne seraient pas inquiétés dans l’exercice de leur culte.
- 15 septembre-21 novembre : cinquième guerre de religion en France[10].
- 22 septembre : Rodolphe II est couronné roi de Bohême à Prague[18]
- 26 septembre : une flottille turco-algéroise commandé par l'amiral Mami Arnaute capture Miguel de Cervantes et son frère Rodrigo au large de Barcelone et prend la direction d'Alger, là où Cervantes reste en captivité pendant 5 ans[19].
- 3 octobre : la diète de Pologne déclare le trône vacant et une diète d’élection est convoquée pour le 4 novembre[20]. Ivan IV de Russie refuse de se porter candidat et préfère négocier avec l’empereur Maximilien II un partage de la Pologne.

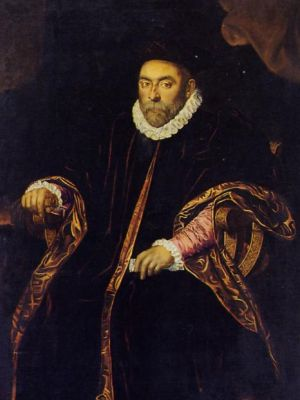
Prospero Centurione Fattinanti,
doge de Gênes de 1575 à 1577

- 17 octobre : Prospero Centurione Fattinanti devient doge de Gênes, succédant à Giacomo Grimaldi Durazzo (fin du mandat le 17 octobre 1577)
- 27 octobre : Rodolphe II est élu roi des Romains à Ratisbonne, puis couronné le 1er novembre (fin en 1611)[21].
- Octobre : une centaine de navires et douze galères sont jetés à la côte par la tempête devant Constantinople[22].
- 12 décembre : Maximilien II est élu roi de Pologne par le parti pro-autrichien[23].

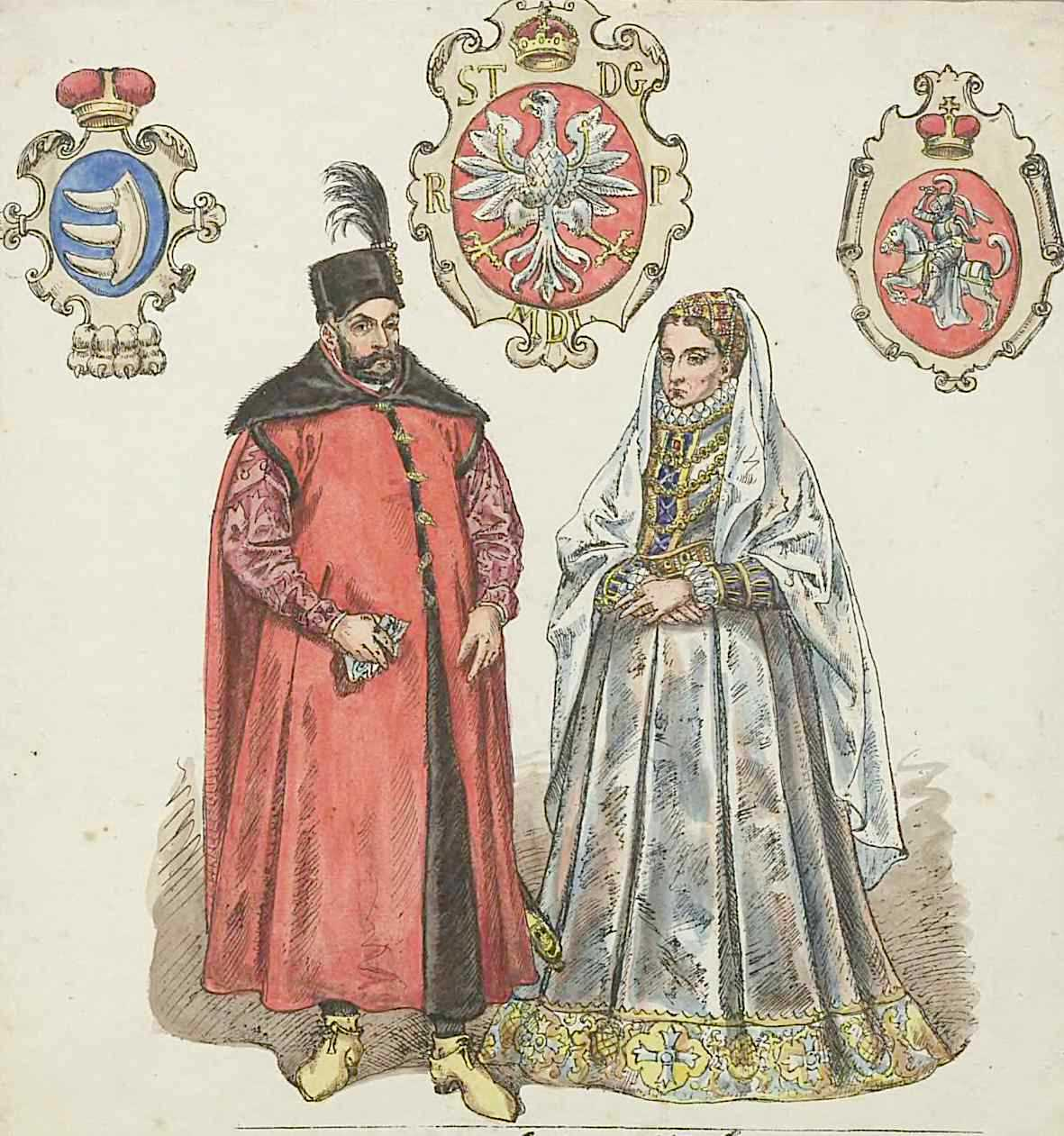
14 décembre : Anna Jagellon et Étienne Báthory, roi et reine de Pologne

- 14 décembre : Anna Jagellon est élue reine de Pologne par le parti national, conjointement avec son futur époux Étienne Báthory[23].
- Décembre :
  - Épisode du faux tsar Siméon (fin en septembre 1576)[24]. Simeon Bekbulatovich, tatar de Kazan, est proclamé « tsar de toute la Russie » et installé au Kremlin, tandis qu’Ivan IV, renonçant à ses titres, se fait appeler Ivan de Moscou. La comédie dure un an.
  - Edmund Grindal devient archevêque de Cantorbéry (fin en 1583)[25].

- Frédéric II de Danemark récupère l’île de Bornholm engagée aux Lübeckois en 1525[26].

## Naissances en 1575
- 9 janvier : Conrad Dieterich, théologien protestant allemand († 22 mai 1639).
- 18 janvier : Johannes Kirchmann, philologue allemand († 20 mars 1643).
- 22 janvier : Louis III, cardinal de Guise, archevêque de Reims de 1605 à 1621 († 21 juin 1621).
- 4 février : Pierre de Bérulle, religieux français, théologien catholique, cardinal, fondateur des Oratoriens († 2 octobre 1629).
- 14 février : Giovanni Andrea Donducci, peintre italien († 25 avril 1655).
- 15 février : Louis Günther de Nassau, comte de Nassau-Katzenelnbogen et lieutenant-général néerlandais († 12 septembre 1604).
- 27 février :
  - Anne de Holstein-Gottorp, noble allemande († 24 avril 1610).
  - Jean-Adolphe de Holstein-Gottorp,  co-duc de Schleswig-Holstein-Gottorp, Duc de Schleswig-Holstein-Gottorp, Prince-évêque de Lübeck et Prince-Archevêque de Brême († 31 mars 1616).
- 10 mars : Giovanni Antonio Facchinetti de Nuce, cardinal italien († 18 mai 1606).
- 18 mars : Louis Charette de la Colinière, homme politique français († 6 mars 1642).
- 26 mars : Johann Carolus, imprimeur et relieur alsacien († 15 août 1634).
- 31 mars : Jean Jacobs, orfèvre bruxellois († 12 septembre 1650).
- 4 avril[27] : Jacob Boehme, théosophe allemand († 14 novembre 1624).
- 7 avril : Girolamo Curti, peintre italien († 18 décembre 1632).
- 19 avril : Johann Jakob Breitinger, pasteur protestant suisse († 1er avril 1645).
- 21 avril : Francesco Molin, 99e doge de Venise († 27 février 1655).
- 25 avril : Gwanghaegun, quinzième roi de la Corée en période Joseon († 7 août 1641).
- 26 avril : Marie de Médicis, reine de France et de Navarre († 3 juillet 1642).
- 20 mai : Robert Heath, juge et politicien anglais († 20 août 1649).
- 15 juin : Lelio Biscia, cardinal italien († 19 novembre 1638).
- 24 juin : William Petre, 2e baron Petre,  pair anglais et membre du Parlement († 5 mai 1637).
- 26 juin : Anne-Catherine de Brandebourg, princesse de Brandebourg devenue reine consort de Danemark-Norvège († 8 avril 1612).
- 2 juillet : Elizabeth de Vere, aristocrate anglaise, comtesse de Derby et seigneur de Man († 10 mars 1627).
- 13 juillet : Louise de Budos, dame de Vachères, duchesse de Montmorency († 26 septembre 1598).
- 14 juillet : Auguste d'Anhalt-Plötzkau, prince allemand de la maison d'Ascanie († 22 août 1653).
- 22 juillet : Joan Pere Fontanella, juriste et homme politique catalan († décembre 1649).
- 25 juillet : Christoph Scheiner, prêtre jésuite, astronome et mathématicien allemand († 18 juillet 1650).
- 3 août : Énemond Massé, prêtre jésuite français († 12 mai 1646).
- 5 août : Jean Boyvin, juriste, écrivain et polymathe comtois († 13 septembre 1650).
- 12 août :
  - Johann Gottfried von Aschhausen, prince-évêque de Bamberg et de Wurtzbourg († 29 décembre 1622).
  - James Hamilton, 1er comte d'Abercorn, diplomate écossais († 23 mars 1618).
- 15 août :
  - Diègue d'Autriche, archiduc d'Autriche et prince des Asturies († 21 novembre 1582).
  - Bartul Kašić, prêtre jésuite croate († 28 décembre 1650).
- 18 août : Anne-Marie de Palatinat-Neubourg, comtesse palatine de Neubourg et par mariage duchesse de Saxe-Weimar († 11 février 1643).
- 23 août : Bartolomeo Chioccarello, jurisconsulte et érudit italien († 1647).
- ? août : François de Royers de La Valfenière, architecte Avignonnais († 22 mars 1667).
- 1er octobre : François Martin, voyageur et apothicaire français († 1631).
- 24 octobre : Pierre de Conty d'Argencour, ingénieur français († novembre 1655).
- 4 novembre : Guido Reni, peintre et décorateur italien († 18 août 1642).
- 7 novembre : Jacques Hennequin, théologien français, professeur de théologie à La Sorbonne († 31 août 1661).
- 21 novembre : Juan de Solórzano Pereira, juriste espagnol († 26 septembre 1655).
- 25 novembre : Louis Gouffier, 4e duc de Roannais, marquis de Boisy, comte de Maulévrier, Secondigny, Beaufort, baron de Mirebeau, Gonnord, Oiron, pair de France († 16 décembre 1642).
- 26 novembre : Jean-Auguste de Palatinat-Lützelstein, co-duc de Veldenz et duc de Lützelstein († 18 septembre 1611).
- 4 décembre : Religieuse de Monza, religieuse italienne († 17 janvier 1650).
- 8 décembre : Giovanni Stefano Menochio, prêtre jésuite et théologien italien († 4 février 1655).
- 18 décembre : Michelagnolo Galilei, compositeur et luthiste italien († 3 janvier 1631).
- 27 décembre : Marie-Jeanne Guillén Ramírez, religieuse augustine espagnole († 2 juin 1607).
- Date précise inconnue :
  - Jean Blanchard, magistrat et homme politique français († 1651).
  - Jean Boucher, peintre français († 1632).
  - Pierre Broussel, conseiller au Parlement de Paris sous Louis XIII et Louis XI († 1654).
  - Bruscambille, comédien français († 1634).
  - Eugenio Cajés, peintre espagnol († 15 décembre 1634).
  - Nicolas Camusat, chanoine historien français († 20 janvier 1655).
  - Jean Châtel, criminel français († 29 décembre 1594).
  - Chōsokabe Morichika, samouraï de l'époque Azuchi Momoyama au début de l'époque d'Edo († 11 juin 1615).
  - Christine de Salm, duchesse de Lorraine († 31 décembre 1627).
  - Pierre Cornulier, religieux et prélat français († 22 juillet 1639).
  - Lionel Cranfield, 1er comte de Middlesex, marchand et homme politique anglais († 6 août 1645).
  - Lope Díez de Armendáriz, vice-roi de la Nouvelle-Espagne († 9 février 1644).
  - Floris Claesz van Dijck, peintre néerlandais († 26 avril 1651).
  - Gilbert Du Thet, frère jésuite († 3 juillet 1613).
  - Jacobus Eyndius, poète, scientifique, historien et capitaine néerlandais († 11 septembre 1614).
  - Daniel Farrant, compositeur, joueur de viole de gambe et luthier anglais († 1651).
  - Ennemond Gaultier, luthiste et compositeur français († 11 décembre 1651).
  - Robert Girard, théologien français († ?).
  - Dirck Govertsz, peintre néerlandais († 1647).
  - François Guyet, poète néo-latin et philologue français († 12 avril 1655).
  - Louis Hébert, apothicaire français († 25 janvier 1627).
  - Léonard de Hodémont, compositeur de musique baroque liégeois († août 1636).
  - Honda Tadamasa, daimyo du début de l'époque d'Edo († 6 septembre 1631).
  - Gaspar Hurtado, théologien et philosophe espagnol († 5 août 1647).
  - Abraham Janssens, peintre baroque flamand († 1632).
  - Léonard Kimura, frère jésuite japonais († 18 novembre 1619).
  - Anna Kostka, femme de la noblesse polono-lituanienne († 1635).
  - Henri-Robert de La Marck, noble et militaire français († 7 novembre 1652).
  - Pietro Lappi, compositeur italien († vers 1630).
  - Pierre de Laudun d'Aigaliers, poète languedocien († 1629).
  - Jan Adriaanszoon Leeghwater, constructeur de moulins et ingénieur hydrographe néerlandais († 1650).
  - Li Liufang, peintre chinois († 1629).
  - Louis Magnet, humaniste français († 19 avril 1657).
  - Curzio de Marignol, gentilhomme et poète florentin († 1606).
  - Giovanni Mauro della Rovere, peintre italien de l'école lombarde († 1640).
  - Jean Mocquet, voyageur français († vers 1616).
  - Antoine de Montchrestien, poète, dramaturge et économiste français († 7 octobre 1621).
  - Domenico Rivarola, cardinal italien († 3 janvier 1627).
  - Anna Maria Šemberová de Boskovice et Černá Hora, noble morave († 6 juin 1625).
  - Jacobus Sinapius, médecin et pharmacien bohémien († 25 septembre 1622).
  - Taranatha, maître de l'école Jonang du bouddhisme tibétain († 1634).
  - Grégoire Tarrisse, bénédictin français († 24 septembre 1648).
  - Cyril Tourneur, dramaturge anglais († 28 février 1626).
  - Sabatino de Ursis, jésuite italien († 3 mai 1620).
  - Abraham Verhoeven, premier gazetier connu des Pays-Bas méridionaux († 13 octobre 1652).
  - François Véron, savant jésuite français († 6 décembre 1649).
  - Gérard de Watteville, militaire et diplomate comtois au service du duché de Savoie et du Saint Empire Romain Germanique († 16 octobre 1637).
  - John Willis, ecclésiastique, sténographe et mnémonicien britannique († 28 novembre 1625).
- Vers 1575 :
  - Jacques Bellange, peintre, dessinateur et aquafortiste lorrain († 1616).
  - Pietro Paolo Bombino, prêtre somasque, écrivain et humaniste italien († 1648).
  - John Bennet, compositeur anglais († après 1614).
  - Thomas Farnaby, grammairien anglais († 12 juin 1647).
  - Alfonso Ferrabosco II, compositeur et joueur de viole de gambe anglais d'origine italienne († 1628).
  - Thomas Garnet, prêtre jésuite anglais († 23 juin 1608).
  - Pierre Hespérien, pasteur protestant français († vers 1646).
  - Jean Le Grain, de son vrai nom Jan Ziarnko, dessinateur et graveur polonais († vers 1630).
  - Matheo Romero, compositeur espagnol d'origine liégeoise († 1647).
  - Christoph Wamser, architecte et maître d'œuvre allemand († 1649).
- Vers 1575 (ou 1581) :
- Francesco Eredi : compositeur italien de musique sacrée et profane († vers 1629).

## Décès en 1575
- 11 janvier : Gianpaolo Della Chiesa, cardinal italien (° 1521).
- 27 janvier : Fermo Ghisoni da Caravaggio, peintre italien  de l'école de Mantoue (° 1505).
- ? Janvier : Tomás de Mercado, frère dominicain, économiste et théologien espagnol (° 1525).
- 7 février : Anne Marie von Ziegler, alchimiste allemande (° 1545).
- 9 février : Charles Frédéric de Clèves, prince héréditaire des duchés unis de Jülich-Cleves-Berg et des comtés de Mark et Ravensberg (° 28 avril 1555).
- 11 mars : Mathias Flach Francowitz, dit Flacius Illyricus, théologien luthérien formé à Wittenberg, hostile à toute conciliation avec Rome (° 3 mars 1520).
- 15 mars : Annibale Padovano, organiste italien de l'école vénitienne (° 1527).
- Après le 16 avril-avant début juin : Andrés de Vandelvira, célèbre tailleur de pierre et architecte espagnol (° 1509).
- 17 mai : Matthew Parker, archevêque de Cantorbéry (° 6 août 1504).
- 3 juin[28] : Pieter Aertsen, dit Lange Pier, ou Pierre le Long, peintre flamand à Amsterdam (° 1508).
- 16 juin : Hadrianus Junius, médecin, humaniste et poète hollandais (° 1er juillet 1511).
- 27 juin : Yamagata Masakage, samouraï de l'époque Sengoku au service du clan Takeda (° 1524).
- 29 juin :
  - Masatane Hara, un des 24 généraux de Takeda Shingen (° 1531).
  - Naitō Masatoyo, un des 24 généraux de Takeda Shingen (° 1522).
  - Saegusa Moritomo, vassal du clan Takeda durant l'époque Sengoku de l'histoire du Japon (° 1537).
  - Sanada Nobutsuna, samouraï japonais au service du clan Takeda (° 1537).
- 29 juin ou 9 juillet : Masatsugu Tsuchiya, serviteur du clan Takeda durant l'époque Sengoku (° 1544).
- 14 juillet : Johann Jacob Fugger, homme de lettres allemand (° 23 décembre 1516).
- 15 juillet : Éléonore d'Este, princesse italienne du duché de Ferrare[29] (° 4 juillet 1515).
- 2 août : Christophe II de Bade-Bade, membre de la Chambre royale de Zähringen (° 26 février 1537).
- 10 août : Nicolas Psaume, religieux prémontré devenu comte-évêque de Verdun et prince du Saint-Empire romain germanique (° 11 décembre 1518).
- 13 août : Charles du Puy-Montbrun, gentilhomme du Dauphiné, capitaine huguenot des guerres de religion (° 1530).
- 14 août : Diego Hurtado de Mendoza y Pacheco, poète et diplomate espagnol (° 1503).
- 3 septembre : Federico Commandino, humaniste et mathématicien italien (° 1509).
- 17 septembre : Henrich Bullinger, chef de l’Église réformée de Zurich (antiste) (° 18 juillet 1504).
- 24 septembre : Anne d'Oldenbourg, régente du comté de Frise orientale (° 14 novembre 1501).
- 25 septembre :
  - Asakura Kagetake, samouraï et daimyo du clan Asakura de la période Sengoku de l'histoire du Japon (° 1536).
  - Jean de Chambes, Baron, puis Comte de Montsoreau (° 1530).
- 17 octobre : Gaspar Cervantes de Gaete, cardinal espagnol (° 1511).
- 20 octobre : Cornelis Floris de Vriendt, architecte et sculpteur de la Renaissance flamande (° 1514).
- 1er novembre : Simon Vigor, théologien et controversiste catholique français (° 1515).
- 11 novembre : Dorothée de Danemark, princesse dano-norvégienne et Duchesse consort de Mecklembourg (° 1528).
- 18 décembre : Jean de Nogaret de La Valette, seigneur de La Valette, de Casaux (Gers) et de Caumont (° 1527).
- 23 décembre : Akiyama Nobutomo, un des 24 généraux de Takeda Shingen (° 1531).
- 29 décembre : Giovanni Battista Mantuano, peintre maniériste et graveur italien de la Renaissance (° 1503).
- Date précise inconnue :
  - François de Béthune, père de Sully, à la fin de l’année. Son jeune fils se donne à Henri de Navarre dès 1576.
  - Willem Canter, critique néerlandais (° 1542).
  - Dono Doni, peintre italien (° 1505).
  - Basile Faber, lexicographe allemand (° 1520).
  - Nicolas Filleul, poète et dramaturge français (° 1530).
  - François Gaudart, seigneur de La Fontaine, ambassadeur de Charles IX de France en Suisse et à Venise, directeur des Finances en Champagne (° 1508).
  - Baptiste Pellerin, peintre et enlumineur français (° ?).
  - Giuseppe Porta, peintre maniériste italien de l'école vénitienne (° 1520).
  - Henri Ier de Rohan, aîné des enfants de René Ier (° 1535).
  - Madeleine de Saint Nectaire, femme de guerre française (° 1526).
  - Costanzo Varolio, anatomiste italien (° 1543).
  - Yasukage Yokota, chef de clan japonais et vassal du clan Takeda (° 1524).
- Vers 1575 :
- Hugues Sureau Du Rosier, pasteur réformé français (° 1530).